# Paw Paws
Paw Paws, noto anche come Paw Paw Bears, è una serie televisiva animata statunitense del 1985, prodotta da Hanna-Barbera.
Ha iniziato la messa in onda all'interno del programma contenitore The Funtastic World of Hanna-Barbera.
La serie è stata trasmessa per la prima volta negli Stati Uniti in syndication dal 15 settembre 1985 al 2 febbraio 1986, per un totale di 21 episodi ripartiti su una stagione. In Italia è stata trasmessa su Rai 1, all'interno di Big!, da febbraio 1988.

## Episodi
| Stagione       | Episodi | Prima TV USA | Prima TV Italia |
| -------------- | ------- | ------------ | --------------- |
| Prima stagione | 21      | 1985-1986    | 1988            |